# Giuseppe Silvati
Giuseppe Silvati (1791, Naples - 12 septembre 1822, Naples) est un patriote et militaire du royaume des Deux-Siciles, compagnon de Michele Morelli et de Luigi Minichini lors de l'insurrection dans le royaume des Deux-Siciles de 1820. 
Il est pendu à Naples après la reconquête du royaume par l'armée autrichienne.